# Charles Logie
Charles Frederick Logie (ur. 1 sierpnia 1919 w Evanston, zm. 27 października 2002 w Grand Rapids) – amerykański strzelec, mistrz świata.
Logie zdobył trzy medale na mistrzostwach świata. Dokonał tego na zawodach w 1949 roku, podczas których został trzykrotnym drużynowym medalistą w konkurencjach pistoletowych. Jedyne złoto wywalczył w drużynowych zawodach w pistolecie centralnego zapłonu z 25 m (skład zespołu: Huelet Benner, William Hancock, Charles Logie, Harry Reeves). Za osiągnięcia w strzelectwie został wyróżniony odznaką wybitnego strzelca międzynarodowego (U.S. Distinguished International Shooter Badge).
Oprócz strzelectwa uprawiał także golf i tenis. Był m.in. inżynierem i dyrektorem w Grand Rapids Store Equipment i National Store Equipment w Pittsburghu. W 1958 roku przewodniczył National Association for Store Fixture Manufacturers.
Przez 59 lat jego żoną była Elizabeth, z którą miał troje dzieci: Charlesa, Elaine i Davida.

## Medale mistrzostw świata
Opracowano na podstawie materiałów źródłowych:
| Mistrzostwa       | Konkurencja                              | Wynik                             | Miejsce |
| ----------------- | ---------------------------------------- | --------------------------------- | ------- |
| Buenos Aires 1949 | Pistolet dowolny, 50 m, drużynowo        | 2616 pkt. (druż.) 514 pkt. (ind.) |         |
| Buenos Aires 1949 | Pistolet szybkostrzelny, 25 m, drużynowo | 2219 pkt. (druż.) 554 pkt. (ind.) |         |
| Buenos Aires 1949 | Pistolet centralnego zapłonu, 25 m       | 2161 pkt. (druż.) 540 pkt. (ind.) |         |